# Коміні (пік)

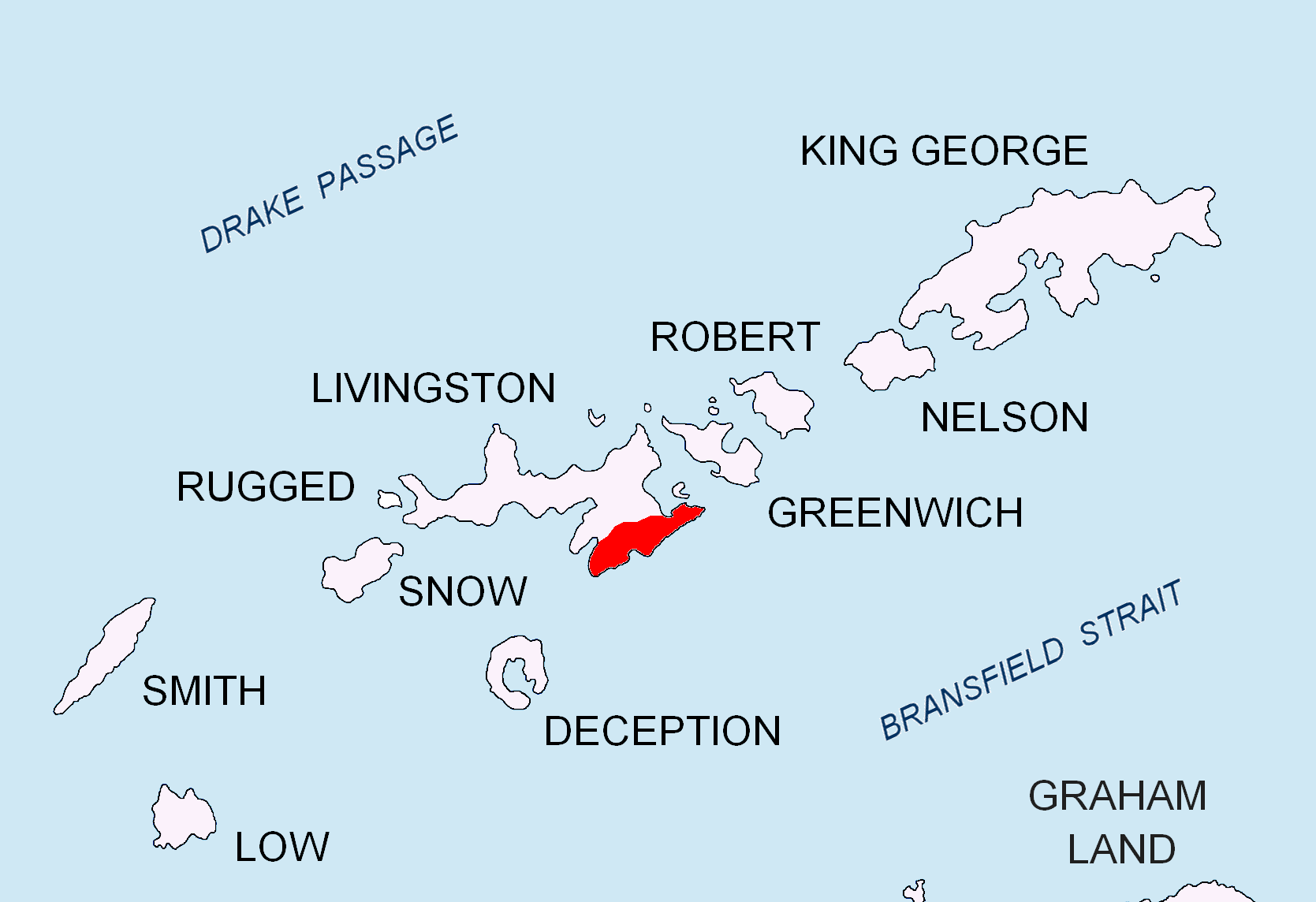
Розташування гір Тангра на острові Лівінгстон на Південних Шетландських островах.

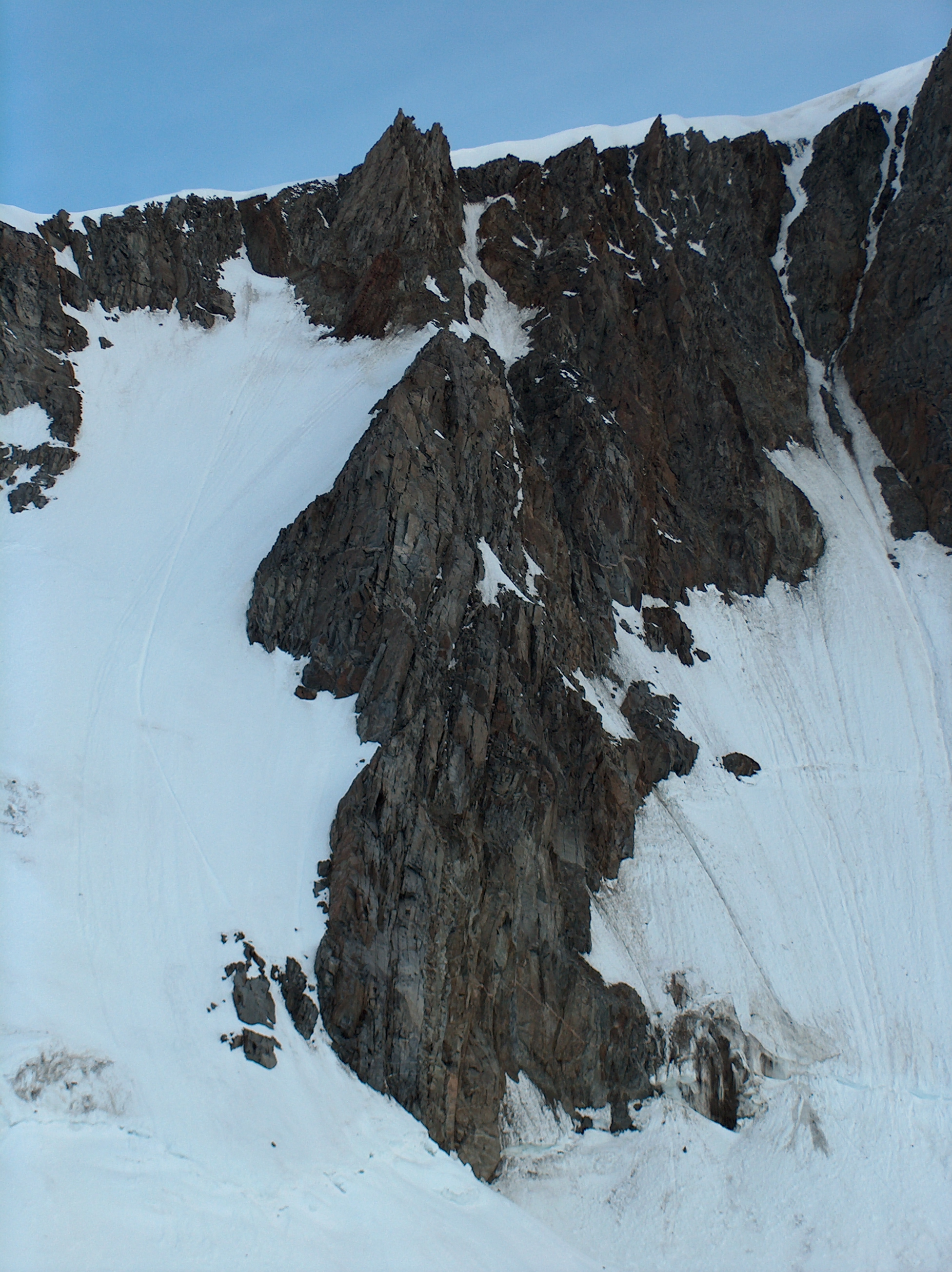
Пік Коміні з долини Шипка.

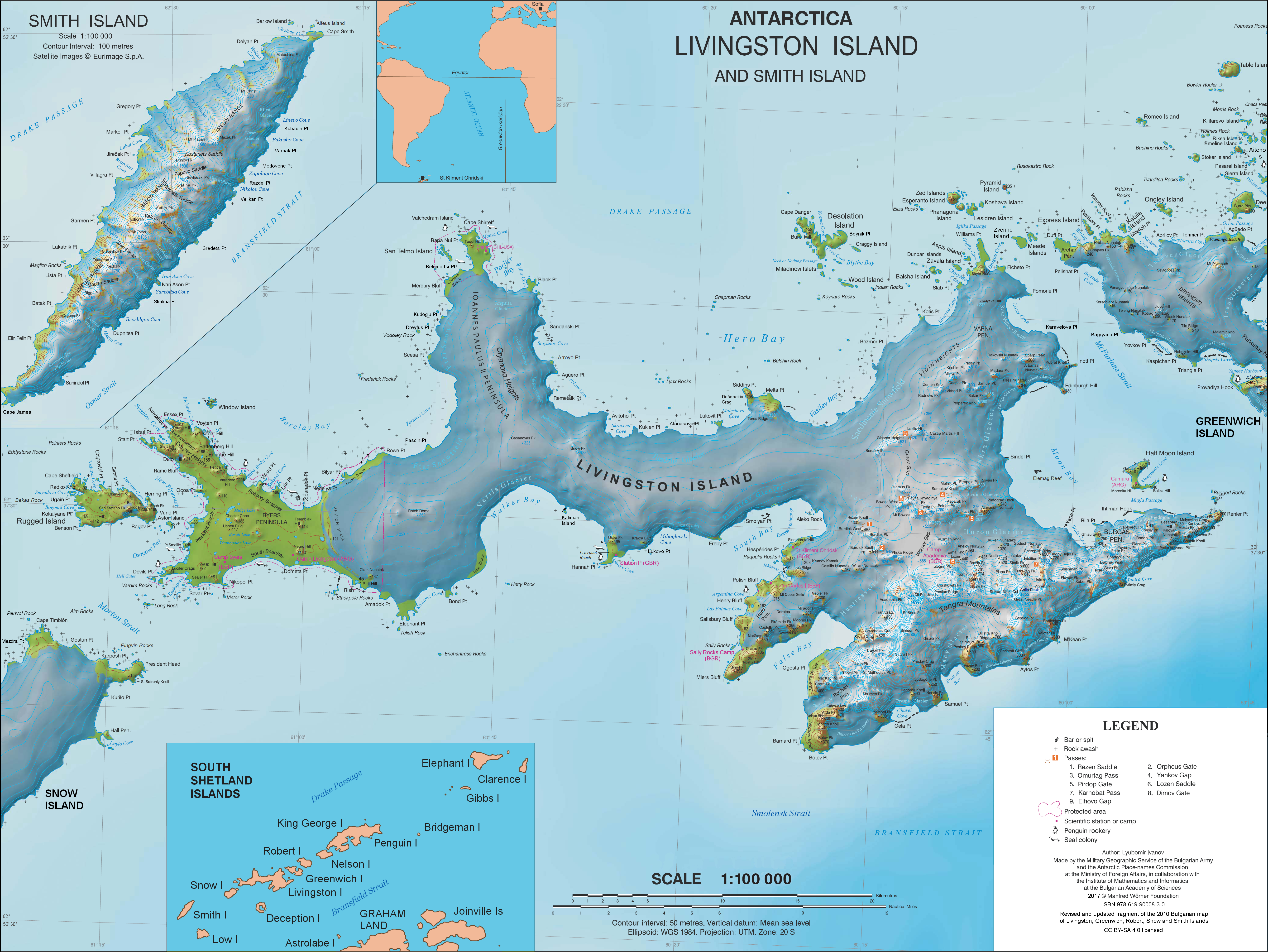
Топографічна карта островів Лівінгстон та Сміт.

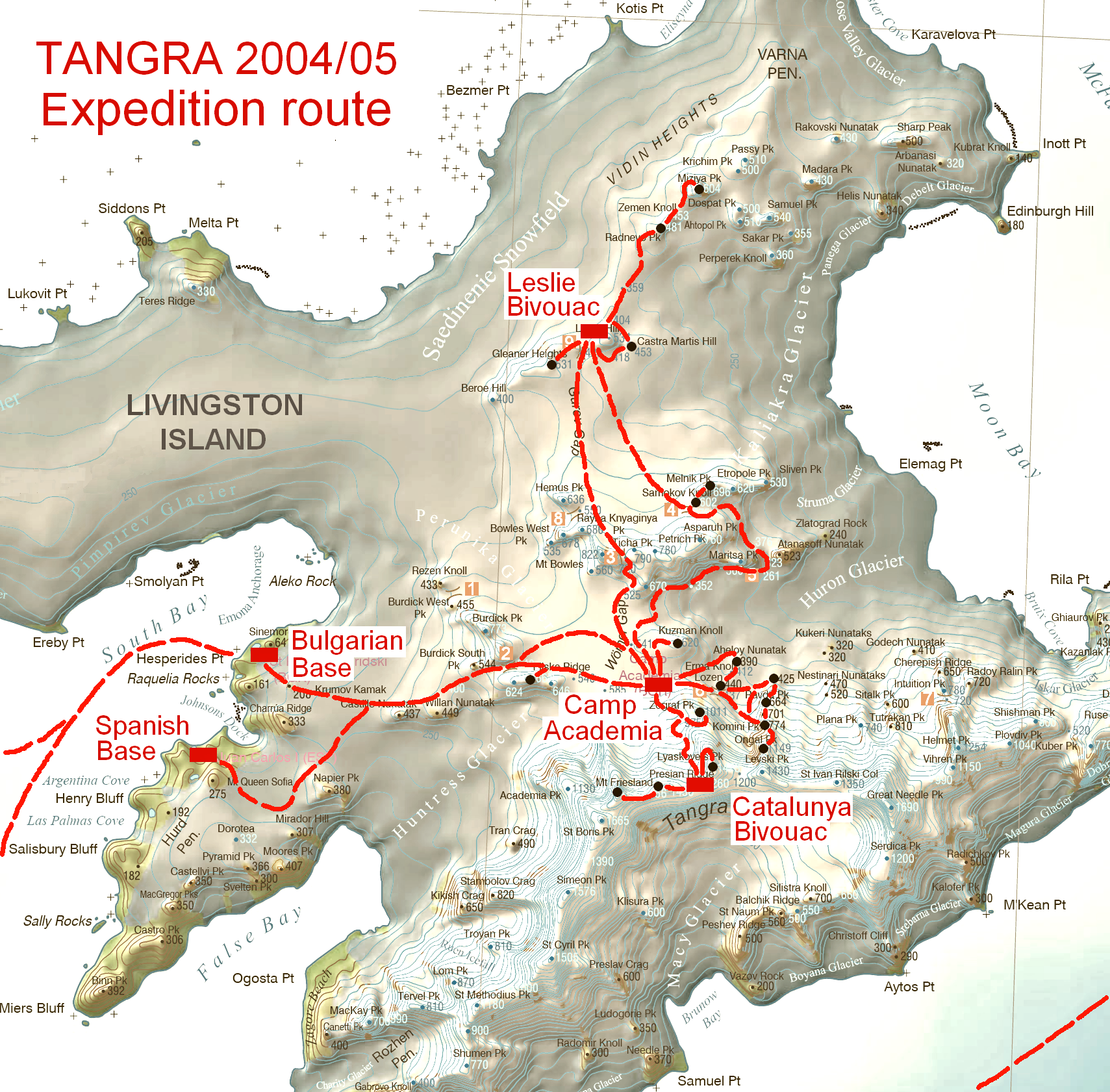
Тангра 2004/05 маршрут обстеження.

Пік Коміні (болг. връх Комини, трансліт. vrah Komini, IPA: [ˈVrɤx koˈmini]) - це пік висотою 774 м (2 539 фут) на північних схилах піку Левські, в горах Тангра, на острові Лівінгстон, Антарктида.
Пік має стрімкі скелясті західні схили, на який вперше піднявся Любомир Іванов з табору Академія через його 212 м (696 фут) західну скельну стіну 21 грудня 2004 року.
Цей об’єкт названий на честь піку Коміні у горі Вітоша, Західна Болгарія.

## Розташування
Пік знаходиться за координатами 62°39′10″ пд. ш. 60°07′05.7″ зх. д. / 62.65278° пд. ш. 60.118250° зх. д., що є 1,16 км (0,72 миля) на північ від піку Левські, 1,7 км (1,1 миля) північний схід від піку Лясковець, 1,54 км (0,96 миля) схід від піку Зограф та 1,35 км (0,84 миля) південний схід від Лозен Нунатак, 540 м (590 ярд) на південь від піку Равда, 1,71 км (1,06 миля) південний захід від Нестінарі Нунатакс і 2,36 км (1,47 миля) захід від піку Плана (болгарська топографічна зйомка Тангра 2004/05 та картографування у 2005 та 2009).

## Карти
- Л. Л. Іванов та ін. Антарктида: острів Лівінгстон та острів Гринвіч, Південні Шетландські острови . Масштаб 1: 100000 топографічної карти. Софія: Антарктична комісія з географічних назв Болгарії, 2005.
- Л. Л. Іванов. Антарктида: острови Лівінгстон та Гринвіч, Роберт, Сноу та Сміт [Архівовано 24 Квітня 2008 у Wayback Machine.] . Масштаб 1: 120000 топографічної карти. Троян: Фонд Манфреда Вернера, 2009.ISBN 978-954-92032-6-4
- Антарктична цифрова база даних (ADD). [Архівовано 5 Березня 2017 у Wayback Machine.] Масштаб 1: 250000 топографічної карти Антарктиди. Науковий комітет з антарктичних досліджень (SCAR). З 1993 року регулярно модернізується та оновлюється.
- Л. Л. Іванов. Антарктида: острів Лівінгстон та острів Сміт . Масштаб 1: 100000 топографічної карти. Фонд Манфреда Вернера, 2017.ISBN 978-619-90008-3-0

## Зовнішні посилання
- Пік Коміні. [Архівовано 15 Лютого 2020 у Wayback Machine.] Супутникове зображення Copernix

Ця стаття містить інформацію з Антарктичної комісії з географічних назв Болгарії, яка використовується з дозволу.